# William Glen
William Glen (* 14. November 1789 in Glasgow; † Dezember 1826) war ein schottischer Dichter.

## Leben
Einige Zeit verbrachte er auf den Westindischen Inseln. Zurück in Schottland gründete er ein eigenes Unternehmen. 1814 setzte er sich zur Ruhe, unterstützt von einem russischen Onkel. 1818 heiratete er Catherine Macfarlane, die Tochter eines Händlers aus Glasgow. Zusammen mit deren Bruder betrieb er eine Farm in Port Monteith, Perthshire. Er starb in Armut.
Von allen Gedichten, die Glen schrieb, überdauerte ihn nur die jakobitische Ballade Wae's me for Prince Charlie.